# Wilhelm Palmaer
Ne doit pas être confondu avec Palmer ou Palmar.
Compléments
Fervent opposant à l'attribution du Prix Nobel de chimie à Lewis.
Wilhelm Palmaer (aussi orthographié Wilhelm Palmær dans la langue d'origine de son patronyme) (26 août 1868 à Undenäs en Suède, au sein des Royaumes unis de Suède et de Norvège à l'époque – 29 juin 1942 à Stockholm en Suède) est un chimiste et un industriel suédois.
Ayant publié divers travaux en électrochimie et en chimie inorganique (découverte d'un engrais à base de phosphate), ce scientifique du XIXe siècle et du XXe siècle  est aussi connu pour avoir été membre de l'Académie royale des sciences de Suède ainsi que du Comité Nobel dès l'origine en tant que secrétaire avant de devenir membre effectif du Comité Nobel de chimie en 1926.
En 1929, il a rédigé, en langue allemande, une biographie (publiée à Weinheim) de son célèbre compatriote, également chimiste Arrhenius. Il est aussi connu pour avoir été un fervent opposant à l'attribution du Prix Nobel de chimie à Lewis.